# Hemiceras stigmatica
Hemiceras stigmatica är en fjärilsart som beskrevs av Paul Dognin 1921. Hemiceras stigmatica ingår i släktet Hemiceras och familjen tandspinnare. Inga underarter finns listade i Catalogue of Life.